# Ernst Otto Schubarth
Ernst Otto Schubarth (* 17. Dezember 1829 in Berlin; † 17. Oktober 1908 ebenda) war ein deutscher Verwaltungsbeamter, Politiker und Landrat.

## Leben
Der evangelische Ernst Otto Schubarth war ein Sohn des Professors und Geheimen Regierungsrats Ernst Ludwig Schubarth und dessen Ehefrau Rosalie, geborene Bachstein. Nach dem Besuch des Joachimsthalschen Gymnasiums in Berlin und der abgelegten Reifeprüfung im Herbst 1848, absolvierte er in Berlin und Heidelberg bis 1851 ein Studium der Rechtswissenschaften. Nach seiner Ernennung zum Auskultator am 24. September 1851 war er im Ressort der Vereidigung beim Kammergericht tätig. Am 25. Juli 1853 wurde er zum Gerichtsreferendar und am 27. August 1853 zum Regierungsreferendar ernannt, dem eine Tätigkeit bei der Regierung Potsdam folgte. Am 14. Juli 1856 wurde er Regierungsassessor und im Anschluss Hilfsarbeitskraft im preußischen Finanzministerium bzw. Ministerium für Handel und Gewerbe. Nach seiner ab 1. August 1859 erfolgten Tätigkeit bei der Regierung Liegnitz wurde er am 4. Oktober 1859 zum kommissarischen und am 18. Juli 1860 mittels Allerhöchster Kabinettsorder (AKO) zum definitiven Landrat des Landkreises Gladbach ernannt. Auf eignes Ersuchen vom 18. März 1870 schied er mit Dimissoriale vom 20. April 1870 ohne Pension aus dem Staatsdienst aus. Anschließend war er bis zum 1. April 1873 bei der Pleßnerschen Baugesellschaft in Berlin, sowie bis März 1878 als Direktor bei der rheinischen Baugesellschaft in Köln tätig. Der unverheiratet gebliebene Schubarth verstarb 78-jährig am 17. Oktober 1908 in seiner Heimatstadt Berlin.

## Politik
Schubarth war Mitglied der Nationalliberalen Partei. Von 1867 bis 1870 vertrat er den Wahlkreis Düsseldorf 11 (Mönchengladbach) als Mitglied des Preußischen Abgeordnetenhauses in der 10. Legislaturperiode.

## Publikationen
- Mit Robert Hoster: Die Melioration der oberen Neers-Niederung von den Quellen bis unterhalb der Stein's Mühle mit einer lithographierten Karte, M.Gladbach Rob. Hoster, 1869. OCLC 1129817841
- E. O. Schubarth: Zur Financirung gemeinnütziger Unternehmungen : (Eisenbahnen, Canäle etc.); Vorschläge aus der Praxis. Berlin, Puttkammer & Mühlbrecht, 1881, S. 28 (mpg.de [abgerufen am 1. Oktober 2021]).
- Ernst Otto Schubarth: Ueber Holzpflaster insbesondere über die mit demselben in Berlin gemachten Erfahrungen. Berlin: Polytechnische Buchhandlung, 1891, 1891, S. 27, urn:nbn:de:kobv:109-1-15436465.